# Bogotazo
O Bogotazo consistiu em uma série de protestos e desordens que surgiram após o assassinato do líder liberal e candidato a presidente Jorge Eliécer Gaitán em 9 de abril de 1948 no centro de Bogotá, (Colômbia), durante o governo do Presidente Mariano Ospina Pérez. 
O autor do assassinato, Juan Roa Sierra, foi perseguido e linchado por uma multidão que mais tarde arrastou seu corpo para a Casa de Nariño.
Os acontecimentos posteriores ao assassinato de Gaitán desencadearam um período na história da Colômbia conhecido como La Violencia, que durou até aproximadamente 1958.

## Antecedentes

### Eleições presidenciais de 1946
Durante o governo de Alberto Lleras Camargo (que assumiu por renúncia do titular Alfonso López Pumarejo), o Partido Liberal dividiu-se em torno de dois candidatos para as eleições de 5 de maio de 1946: Gabriel Turbay, o candidato oficial e de tendências moderadas, e Jorge Eliécer Gaitán, o candidato dissidente voltado ao socialismo.
 

Gaitán preparou sua campanha para a presidência desde maio de 1945, indo para as bases do liberalismo. Resumindo qual seria o programa do seu governo, em 20 de abril de 1946, Gaitán proferiu um de seus discursos mais famosos, onde estabeleceu a diferença entre o que chamou de "país político" e "país nacional". De acordo com sua abordagem:
Na Colômbia, existem dois países: o país político que pensa em seus empregos, sua mecânica e seu poder, e o país nacional que pensa em seu trabalho, sua saúde, sua cultura, negligenciados pelo país político. O país político tem objetivos diferentes do país nacional. Tremendo drama na história de um povo!
Por sua vez, o Partido Conservador não havia apresentado um candidato nas últimas três eleições presidenciais, porque, ante a grande maioria liberal, eles preferiam tomar a derrota como garantida. No entanto, a feroz oposição ao governo de Alfonso López Pumarejo lhes permitiu crescer após a renúncia de López em 1945 e a apresentação de campanhas presidenciais liberais divididas. Os conservadores avaliaram a possibilidade de nomear seu líder, Laureano Gómez, mas seu radicalismo indicava um risco de que, se ele fosse o candidato conservador, os liberais se uniriam para evitar sua vitória. Então, por proposta do próprio Gómez, o líder de Antioquia, Mariano Ospina Pérez, o número dois do partido, foi indicado. Sua campanha foi chamada "União Nacional".
Nas eleições, Ospina Pérez recebeu aproximadamente 565 000 votos; Gabriel Turbay 441 000 e Gaitán 100 000. Ao assumir o mandato e encerrar o ciclo de 16 anos de presidência liberal. Ospina Pérez propôs um governo de unidade nacional com a participação de ambos os partidos, o que nunca se realizou.

### Protestos de Gaitán
No início de 1948, Gaitán liderou uma manifestação conhecida como "Marcha do Silêncio", na qual 100 000 pessoas em todo o país participaram. Ao final, proferiu um discurso conhecido como Oração pela Paz, dirigido à Presidente Ospina Pérez:
Sr. Presidente: Pedimos a você algo simples, para o qual os discursos são muitos, pedimos que você pare a perseguição das autoridades, e não é isso que esta enorme multidão está pedindo. Pedimos-lhe uma coisa pequena e ótima: que as lutas políticas se realizem por canais de constitucionalidade. Pedimos que você acredite que nossa tranquilidade, essa impressionante tranquilidade, é covardia. Nós, Sr. Presidente, não somos covardes: somos descendentes das pessoas corajosas que aniquilaram as tiranias neste lugar sagrado. Mas somos capazes, Sr. Presidente, de sacrificar nossas vidas para salvar a tranquilidade, paz e liberdade da Colômbia.
Em 15 de fevereiro, Gaitán se manifestou novamente em Manizales, desta vez com um discurso chamado "Oração pelos humildes", como uma homenagem a 20 liberais mortos no departamento de Caldas:
Companheiros de luta: ao pé de seus túmulos juramos vingança, restabelecendo com a vitória do Partido Liberal os privilégios de paz e justiça na Colômbia. Vocês se foram fisicamente, mas quão tremendamente vivos estão entre nós.
Em 18 de março, diante da inação do governo em relação ao aumento da violência política e, principalmente, à luz dos eventos do dia anterior em Bucaramanga, onde grupos não identificados atacaram cidadãos liberais, Gaitán cortou os laços do liberalismo com o governo, pedindo que os ministros liberais abandonassem seus cargos. Ospina Pérez então nomeou o líder conservador Laureano Gómez como Ministro das Relações Exteriores.

### IX Conferência Pan-americana
Em 30 de março, foi inaugurada a IX Conferência Pan-Americana em Bogotá, na qual o foco dos EUA era impedir o avanço das ideias comunistas na região. Essa Conferência acabou levando à formação da Organização dos Estados Americanos (OEA).
A delegação colombiana foi presidida por Laureano Gómez, que vetou a participação de Gaitán e conseguiu convidar apenas os líderes tradicionais do liberalismo. Embora no início da conferência Gómez tenha sido escolhido para presidir, a delegação colombiana acabou sendo presidida por Carlos Lozano y Lozano, diplomata colombiano. Isso foi possível devido ao controle conservador dos cargos públicos na época.
Paralelamente, em resposta à Conferência e com o objetivo de protestar contra o intervencionismo dos EUA em várias nações das Américas, estava sendo organizado um Congresso Latino-Americano de Estudantes financiado pelo governo peronista. O Congresso dos Estudantes foi criado e promovido pelo então estudante de direito cubano Fidel Castro, que reuniu estudantes de vários países da América Latina, incluindo Panamá, Costa Rica, México, Venezuela e Cuba.

## Os Fatos
Em 9 de abril de 1948, a 9ª Conferência Internacional dos Países Americanos estava sendo realizada em Bogotá e o Presidente Mariano Ospina Pérez estava tendo um encontro com o secretário de estado dos Estados Unidos General George Marshall.
Naquele tempo, Jorge Eliécer Gaitán era o principal líder do Partido Liberal, a o político mais proeminente no país depois do Presidente Ospina. Seu escritório ficava localizado na periferia de Bogotá, na esquina da 7ª avenida com a rua 14. Gaitán estava trabalhando na noite anterior até as 4 horas da manhã como advogado de defesa, no julgamento que declarou a inocência do Tenente Jesús María Cortés. Gaitán estava concorrendo as eleições presidenciais, como o candidato mais provável para vencer.

## Assassinato de Gaitán
O porteiro do edifício Agustín Nieto, onde o gabinete de Gaitán estava localizado, disse ter visto cerca de 13h00 da tarde um jovem desconhecido esperando do lado de fora do escritório. Gaitán estava agendado para se encontrar a tarde com os cubanos Fidel Castro e Rafael del Pino para falar sobre o Congresso Latino-americano da Juventude, onde eles esperavam Gaitán dar o último discurso, como declarou Castro anos mais tarde, em uma entrevista com Arturo Alape (1983). Gaitán deixou seu gabinete, e fora do prédio foi baleado duas vezes na cabeça e depois no peito, com uma pistola calibre.32, a 13h15 da tarde foi levado para um hospital local onde morreu poucos minutos depois.

## O Assassino

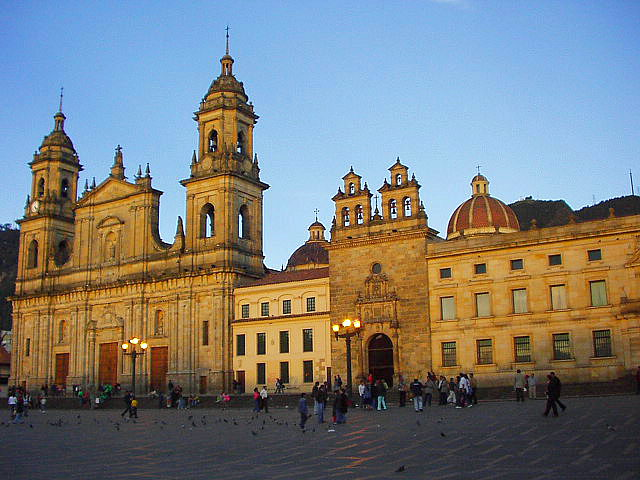
Praça Bolívar

O homem suspeito de matar Gaitán fugiu indo para o sul. Em seguida, uma multidão enfurecida correu atrás dele. Ali perto, o policial Carlos Alberto Díaz Jiménez tentou controlar a situação. Segundo os relatórios policiais, o homem se entregou a ele e disse para Jiménez:
"No me mate, mi cabo" (Não me mate, meu oficial) 
Em uma tentativa de escapar da multidão enfurecida, Jiménez e o homem trancaram a si próprios na drogaria Granada. Algumas testemunhas que foram entrevistadas pelos jornais locais (El Tiempo e El Espectador, edições de abril e maio, mesmo ano) argumentaram que o homem que foi levado para a drogaria não era o mesmo que foi capturado, e que o oficial Jiménez foi enganado por causa da multidão e porque o outro homem também estava vestindo um chapéu cinza. Segundo o proprietário da drogaria, quando perguntou para o homem suspeito por que ele tinha matado Gaitán, ele apenas disse: 
"Ay ¡Señor, cosas poderosas! Ay!, Virgen del Carmen, Sálvame!" (Poderosa coisas, Senhor! Nossa Senhora do Carmen, salve-me!) 
Depois disso, as portas foram quebradas e o homem foi levado pela multidão. Seu cadáver foi encontrado mais tarde, na Praça Bolívar, em frente ao Palácio Presidencial. Seu rosto foi esmagado com um tijolo, e seu corpo foi rasgado. Um espectador, Gabriel Restrepo, recolheu os restos de sua roupa onde encontrou alguns documentos pessoais, o que permitiu identificar que ele tinha 21 anos de idade, e se chamava Juan Roa Serra. No entanto, houve também outras teorias que indica que o assassinato de Gaitán foi planejado e desenvolvido por mais pessoas do que apenas Juan Roa Serra ou até mesmo que ele não era o verdadeiro assassino. Ele nasceu em uma família pobre com um histórico de doenças mentais entre os seus irmãos, e talvez ele próprio. Ele era frequentemente visto no escritório de Gaitán pedindo trabalho, uma vez que ele estava desempregado, mas Gaitán nunca o recebeu. Algumas pessoas que conheciam Juan disseram que ele nunca aprendeu a disparar uma arma, em contraste com a eficácia dos disparos que acertaram Gaitán. Foi descoberto que a arma utilizada para matar Gaitán foi vendido dois dias antes do crime, com tempo insuficiente para Juan Roa aprender a usar a arma. Portanto, tem-se teorizado que o crime foi planejado por razões políticas e para promover o interesse de diversos países estrangeiros, mas que nunca foi confirmada. Diversas publicações, mencionaram entre outros: o governo de Mariano Ospina Pérez, setores do partido Liberal, o Partido Comunista Colombiano, Fidel Castro, a CIA e outros que poderiam estar envolvido em seu assassinato.

## Os Motins
A Rádio Estação Últimas notícias, gerida por seguidores de Gaitán, fez a seguinte declaração alguns minutos mais tarde: 
"Últimas Noticias con ustedes. Los conservadores y el Gobierno de Ospina Pérez acaban de asesinar al médico Gaitán, quien cayó Frente a la Puerta de su oficina abaleado por un policía. Pueblo ¡um las Armas! ¡A la CARGA!, A la calle con Palos, Piedras, escopetas, Haya cuanto a la mano. Asaltad las ferreterías y tomaos la dinamita, la pólvora, Las Ferramentas, machetes los... " 
Tradução: 
"Últimas Noticias com vocês. os conservadores e o governo de Ospina Pérez acabam de assassinar o Dr. Gaitán, que faleceu na porta de seu gabinete, baleado por um policial. Povo: às armas! à munição! Às ruas com paus, pedras, escopetas, Ou até com a mão! Assaltem os armazéns e tomem o dinamite, pólvora, ferramentas, machetes...". 
Depois disso, instruções para fazer coquetéis Molotov foram divulgadas. 
Pessoas de toda parte da cidade correram para a periferia. Muitas foram as pessoas desalojadas que foram a Bogotá para fugir dos violentos conflitos políticos na Colômbia rural. Uma grande multidão foi formada em frente a Clinica Central, o hospital, onde morreu Gaitan. 
A 13h20 da tarde o presidente Ospina foi notificado do assassinato e convocou um conselho em seu gabinete. Após o corpo de Juan Roa ser deixado em frente a Casa de Nariño, a multidão atacou o palácio com pedras e tijolos. Muitos carros, ônibus e bondes foram queimados nas ruas. Algumas horas mais tarde a violência explodiu em outras cidades, incluindo Medellín, Barranquilla, Ibagué. 

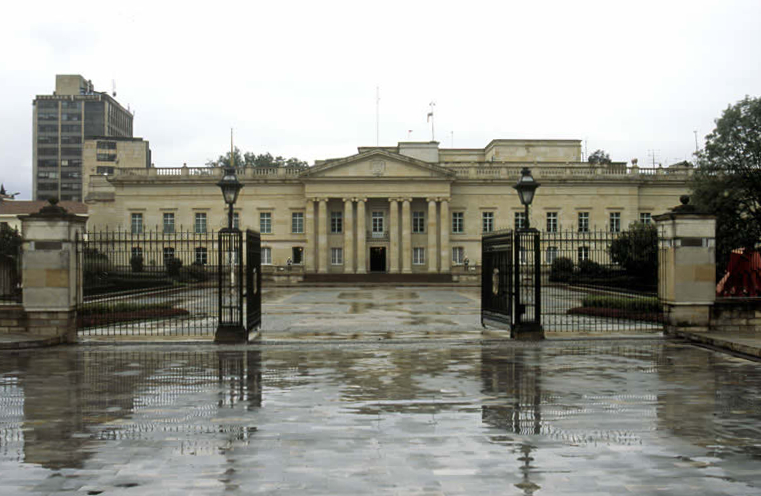
Casa de Nariño, Bogotá, Colômbia

Os dirigentes do Partido Liberal decidiram nomear Darío Echandía para substituir Gaitán como chefe do partido. A partir de uma varanda, ele pediu a multidão para pôr fim à violência, mas foi inútil. A multidão tentou forçar a entrada na Casa de Nariño. Eles foram confrontados com o Exército, e muitos foram mortos. Os escritórios do ministério do governo e do jornal El Siglo foram postos em fogo. 
A maior parte dos armazéns foram atacados, especialmente no distrito de São Victorino. As pessoas armaram-se com canos, anzóis, barras de aço, machados, serras, e catanas. Alguns polícias aderiram à multidão. Outros estavam confusos e esperaram por ordens que nunca vieram.
As 3:00 da tarde, a multidão invadiu o quartel da polícia. O Major em serviço, Benicio Arce Vera, saiu desarmado para pleitear com a multidão, e deu ordens para não atirar. A multidão passou por cima dele e roubaram armas e munições. De acordo com Arce, anos mais tarde, em uma entrevista à revista Bohemia, entre aqueles que tomaram as armas estava Fidel Castro, (La Habana, 21 de abril de 1983, edição 16). Alguns autores afirmam que este evento influenciou Fidel Castro que tinha 21 anos de idade, que teve a oportunidade de testemunhar a violência inicial e tomar posições sobre a viabilidade de uma rota eleitoral para mudanças políticas.
Os dirigentes do Partido Liberal estavam ainda no hospital, ao lado do corpo de Gaitán, sobrecarregados com a perda quanto à forma como o caos poderia ser controlado. Eles receberam uma chamada telefónica do palácio presidencial, convidando-os a uma reunião para tentar resolver suas diferenças e encontrar uma solução. No entanto, por causa do conflito nas ruas, os líderes dos Liberais foram incapazes de chegar ao palácio - alguns ainda foram feridos por escopetas. 
Eventualmente eles pediram uma escolta militar, e com êxito alcançaram o palácio. No entanto, o presidente Ospina foi surpreendido ao ver os líderes dos Liberais, uma vez que o convite tinha sido feito por alguns dos seus ministros, sem seu conhecimento. As discussões passaram toda a noite - mas não conseguiram chegar a um acordo.
Entretanto, bombas Molotov foram devastando a periferia de Bogotá. Os incêndios destruíram o edifício do Governo de Cundinamarca, o histórico Palácio San Carlos (contendo o mais antigo retrato de Simón Bolívar, pintado por Gill, em Londres (1810); o Palácio da Justiça, a Universidade Feminina, o Convento Dominicano, o Convento São Inés, o Hotel Regina, a Igreja Veracruz, O Colégio La Salle, o Vaticano Nunciature, e muitos outros importantes marcos da cidade. 
A maior parte das lojas foram pilhadas e aumentava a violência da multidão a cada minuto. Muitas das pessoas que estavam na multidão ficaram intoxicadas de licor e ofereceram pouca resistência ao contra-ataque do exército. As 18h00 da tarde, havia mais de 3 000 mortos, feridos e 136 mil imóveis em fogo. Presos escaparam em massa das prisões.
Muitos foram mortos lutando por bens roubados. Todo o tipo de mercadoria era transportada para fora dos distritos mais pobres. Conforme relatou alguns dias mais tarde pela revista Semana (Edição # 78 de abril 24/1948), as pessoas começaram a vender os objetos roubados a preços extremamente baixos, ou apenas trocavam as mercadorias pelo álcool. Nos dias seguintes, um mercado para a venda de bens roubados foi criado, que era conhecido como a "Feria Panamericana" (Feira Pan-Americana). 
Em uma tentativa de acalmar os motins, o pessoal da emissora de rádio "Últimas Noticias" - Gerardo Molina, Diego Montaña Cuellar, Carlos Restrepo Piedrahita, Jorge Zalamea, Jorge Uribe Márquez, José Mar e outros - planejaram iniciar um Conselho Revolucionário. Eles divulgaram informações sobre a constituição deste conselho e anunciaram severa punição para aqueles que tirassem vantagem dos motins para cometer crimes.
O governo central, depois de derrotar a multidão que estava atacando o Palácio da Justiça, mostrou pouco interesse sobre a violência do resto da cidade. No entanto, declarações difundidas pela Últimas Noticias alegando poder político foram vistas como uma ameaça. A electricidade naquele distrito foi cortada, e o Exército foi enviado para encerrar a transmissão. 
Ao amanhecer, grande parte da cidade fora devastada. Ondas de agitação e de crime espalharam-se por todo o país durante quase uma década em um conflito civil, bipartidário de assassinato em massa e tortura. Este período é comumente conhecido como La Violencia, ("A Violência"), durante o qual cerca de 200 000 pessoas morreram.